# Dan Swartz
Daniel S. Swartz, detto Dan (Owingsville, 23 dicembre 1931 – Mount Sterling, 3 aprile 1997), è stato un cestista statunitense, professionista nella ABL e nella NBA.

## Carriera
Venne selezionato dai Boston Celtics al quarto giro del Draft NBA 1956 (29ª scelta assoluta).
Con gli Stati Uniti ha disputato i Giochi panamericani di Chicago 1959.

## Palmarès
- 2 volte campione AAU (1959, 1961)
- All-ABL First Team (1962)
- Campionato NBA: 1

Boston Celtics: 1963